# U.S. Route 59
Pour les articles homonymes, voir Route 59.
La U.S. Route 59 (US 59) est une US Route sud–nord au centre des États-Unis. La route est arrivée plus tard dans le réseau et elle est désormais une route reliant des deux frontières ensemble. Elle est parallèle à la US 75 sur la quasi-totalité de son trajet, ne se trouvant jamais plus de 100 miles (160 km) d'elle, sauf entre le terminus sud et Houston. Sa numérotation ne respecte pas les standards réguliers car elle devrait être à l'est de la US 71; elle est plutôt régulièrement en multiplex avec celle-ci ou carrément à l'ouest. Le terminus sud de la route est à la frontière mexicaine à Laredo, Texas, où la route se poursuit comme Route 85D à Nuevo Laredo, Mexique. Le terminus nord de la route est à la frontière canadienne au nord de Lancaster, Minnesota où la route se poursuit comme Manitoba Highway 59 vers Winnipeg, au Manitoba.

## Description du tracé
|       | mi    | km    |
| ----- | ----- | ----- |
| TX    | 623   | 1 002 |
| AR    | 118   | 190   |
| OK    | 216   | 348   |
| KS    | 210   | 339   |
| MO    | 104   | 167   |
| IA    | 215   | 346   |
| MN    | 422   | 679   |
| Total | 1 908 | 3 071 |

### Texas
La US 59 débute à Laredo comme prolongement de l'Autoroute fédérale mexicaine 85D. Elle est en multiplex avec l'I-69W jusqu'au terminus temporaire de celle-ci un peu plus loin. La US 59 contourne Laredo et quitte la ville par le nord-est. Elle atteint Freer, George West et Victoria. Ce tracé constitue le tracé projeté pour l'I-69W. Après Victoria, la US 59 se poursuit vers le nord-est jusqu'à Houston. Ce tracé est celui prévu pour le prolongement de l'I-69. Au terminus sud actuel de l'I-69, la US 59 se joint à l'autoroute et traverse Houston du sud-ouest au nord-est, puis de l'ouest à l'est. Au centre-ville, elle bifurque vers le nord-est et le nord et traverse ainsi Houston, toujours en multiplex avec l'I-69.
Elle se rend jusqu'à Cleveland en multiplex avec l'I-69. À Cleveland, l'I-69 se termine temporairement et la US 59 continue seule vers Livingston, Lufkin, Nacogdoches et Tenaha, vers le nord-est. À Tenaha, elle bifurque vers le nord et passe par Marshall, Linden, Atlanta et Texarkana. Elle contourne la partie texane de la ville en multiplex avec l'I-369 et l'I-30, jusqu'à la frontière avec l'Arkansas, où elle rencontre la US 71.

### Arkansas
En Arkansas, la US 59 forme un multiplex avec la US 71 depuis l'I-30 à Texarkana jusqu'à Acorn, ainsi qu'avec la US 270 entre Acorn et la frontière de l'Oklahoma. Après avoir contourné Texarkana, la US 59 longe la frontière entre le Texas et l'Arkansas vers le nord. Elle passe ensuite par Ashdown, Lockesburg, De Queen, Wickes et Mena avant d'atteindre Acorn et l'Oklahoma.

### Oklahoma

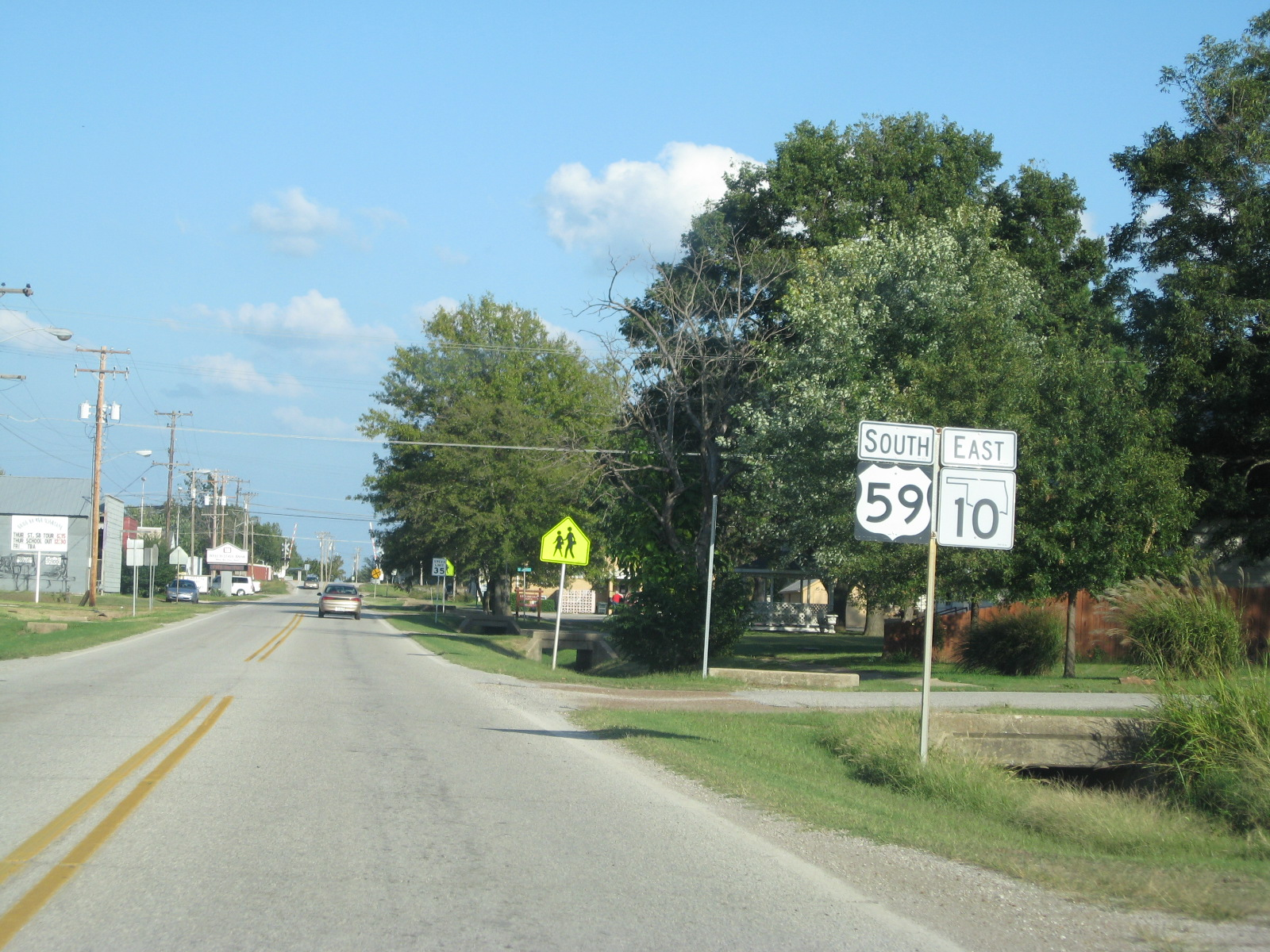
US 59 à Welch

La US 59 entre en Oklahoma en multiplex avec la US 270 et se dirige vers l'ouest et le nord jusqu'à Heavener, où le multiplex prend fin. Elle passe ensuite à l'ouest de Poteau, où elle entame un multiplex avec la US 271 jusqu'à l'ouest de Spiro. Elle traverse ensuite la rivière Arkansas et passe par Sallisaw, Stilwell, Westville et West Siloam Springs, tout près de la frontière avec l'Arkansas. Dans cette ville, elle bifurque vers l'ouest en multiplex avec la US 412 jusqu'à l'est de Kansas, où la US 412 débute le Cherokee Turnpike, route à péage. La US 59 la longe et bifurque vers le nord et passe par Cloud Creek, Jay, Copeland, Narcissa et Welch avant d'atteindre la frontière avec le Kansas.

### Kansas

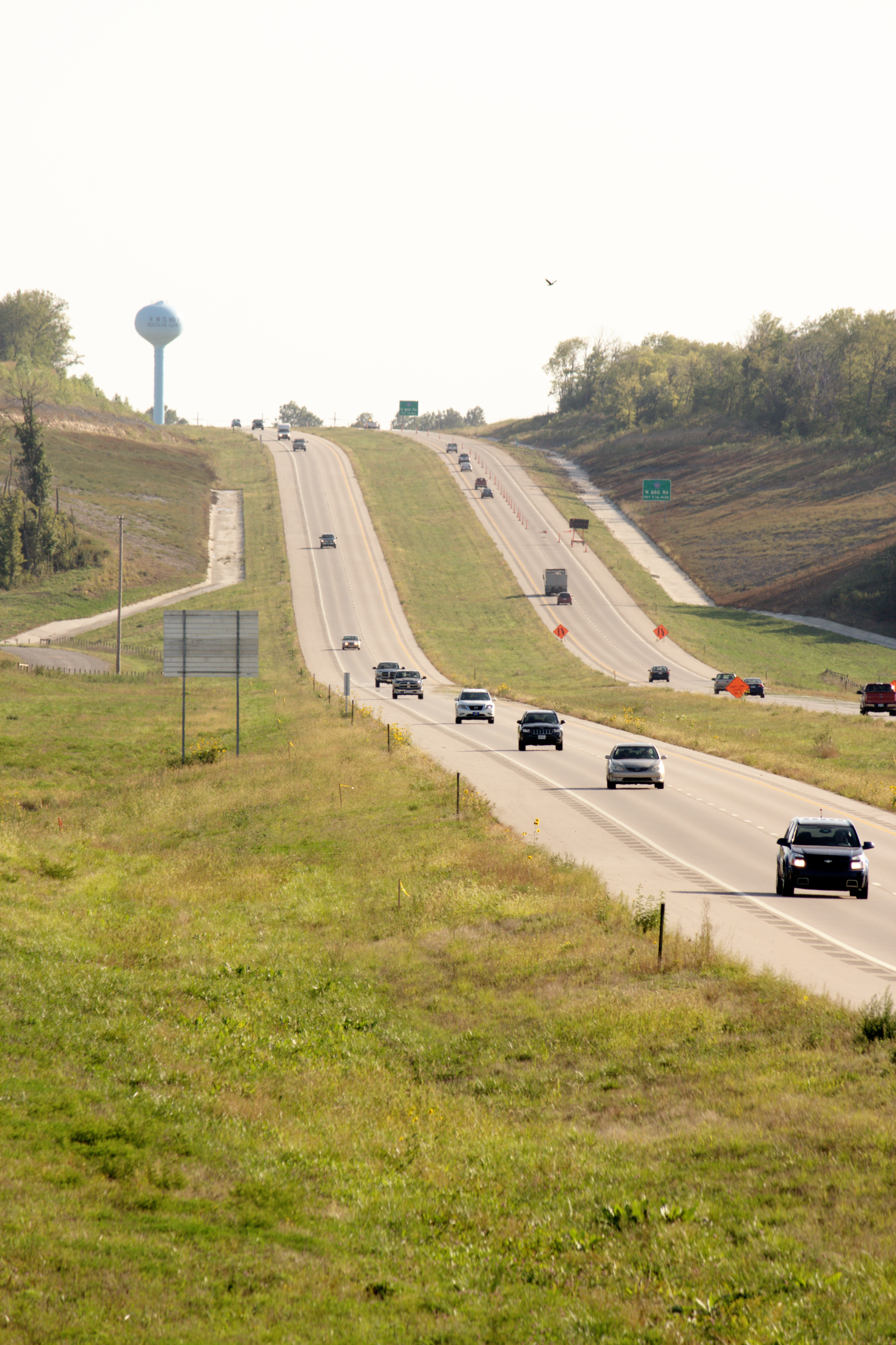
US 59 entre Ottawa et Lawrence

La US 59 entre au Kansas au sud de Chetopa et traverse l'état vers le nord. Elle forme un multiplex avec la US 166 à Chetopa et en forme un autre avec la US 160 entre Oswego et Altamont. Elle se dirige vers le nord et traverse Parsons, Erie, Moran, Garnett et Princeton avant d'atteindre l'I-35. Elle se joint à l'autoroute sur une courte distance, pour éviter Ottawa. Après avoir quitté l'I-35, la US 59 devient une autoroute jusqu'au sud de Lawrence, où elle se transforme en voie rapide. Elle traverse la ville et se continue vers le nord. Sur son trajet, elle passe par Oskaloosa, Nortonville et Atchison, où elle quitte l'état pour entrer au Missouri, de l'autre côté de la rivière Missouri.

### Missouri
Au Missouri, la US 59 est généralement parallèle à la rivière Missouri dans le coin nord-ouest de l'état. Elle y entre à Winthrop et se dirige vers le nord-est jusqu'à Saint Joseph. Là, elle rejoint l'I-229 pour traverser le centre-ville. Elle traverse l'I-29 au nord de la ville et croise la US 71 à Savannah. À l'ouest de cette ville, elle forme un multiplex avec l'I-29 sur quelques miles vers l'ouest. À Oregon, elle bifurque vers le nord jusqu'à Mound City, où elle s'oriente plutôt vers le nord-ouest en longeant l'I-29. À Craig, elle reprend un alignement vers le nord jusqu'à la frontière avec l'Iowa en passant par Fairfax et Tarkio.

### Iowa
En Iowa, la US 59 est l'artère sud-nord principale dans l'ouest de l'état. Elle entre en Iowa au sud de Shenandoah et atteint l'I-80 à Avoca. Elle passe par Harlan, Denison, Ida Grove, Holstein, Cherokee, Primghar et Sanborn. À l'exception de courts segments en voies rapides près d'Avoca, de Denison et de Holstein, l'entièreté de la US 59 en Iowa est une route rurale à deux voies. La US 59 quitte l'état près de Hawkeye Point, le point culminant de l'Iowa, pour entrer au Minnesota.

### Minnesota
La US 59 entre au Minnesota au sud de Worthington. Elle passe dans le Minnesota de l'ouest, très rural, pour tout son trajet dans l'état. Outre Worthington, la US 59 traverse Fulda, Slayton, Marshall, Clarkfield, Montevideo et Morris. La US 59 forme un multiplex avec l'I-94 / US 52 dans la région de Fergus Falls. Au nord de Fergus Falls, la US 59 passe par Pelican Rapids, Detroit Lakes et Thief River Falls avant de prendre fin au poste-frontière de Lancaster–Tolstoi, à la frontière canadienne. La route se poursuit au Manitoba comme PTH 59 en direction de Winnipeg.

## Intersections majeures
Texas
 Fed. 85D sur le Pont World Trade International à la frontière mexicano-américaine à Laredo
 I-69W à Laredo. Les routes forment un multiplex dans la ville.
 I-35 / US 83 à Laredo
 Future I-69C / US 281 à George West
 I-37 à l'est de George West
 US 181 à Beeville. Les routes forment un multiplex dans la ville.
 US 183 à Goliad
 Future I-69 / Future I-69E / Future I-69W / US 77 au sud-ouest de Victoria. L'I-69 / US 59 formeront un multiplex jusqu'à Tenaha. La US 59 / US 77 formeront un multiplex jusqu'au sud-ouest de Victoria.
 US 87 à Victoria
 I-610 à Houston
 I-45 à Houston
 I-10 / US 90 à Houston
 I-610 à Houston
 US 190 à Livingston
 US 287 à Corrigan
 US 69 à Lufkin. Les routes forment un multiplex dans la ville.
 US 259 à Redfield
 US 84 à Timpson. Les routes forment un multiplex jusqu'à Tenaha.
 Future I-369 /US 96 à Tenaha. L'I-369 / US 59 formeront un multiplex jusqu'à Texarkana.
 US 79 à Carthage. Les routes forment un multiplex jusqu'au nord de Carthage.
 I-20 à Marshall
 US 80 à Marshall
 I-369 à Texarkana. Les routes forment un multiplex jusqu'à l'I-30.
 US 67 à Texarkana
 US 82 à Texarkana
 I-30 à Texarkana. Les routes forment un multiplex jusqu'à la frontière avec l'Arkansas.
Arkansas
 US 71 à Texarkana. Les routes forment un multiplex jusqu'à Acorn.
Texas
 I-49 au nord de Texarkana
Arkansas
 US 371 à Lockesburg. Les routes forment un multiplex jusqu'à De Queen.
 US 70 à Saline Township. Les routes forment un multiplex jusqu'à De Queen.
 US 278 à Wickes
 US 270 à Acorn. Les routes forment un multiplex jusqu'à Heavener, Oklahoma.
Oklahoma
 US 259 au nord-ouest de Page
 US 271 à Poteau. Les routes forment un multiplex jusqu'à l'ouest de Spiro.
 I-40 à Sallisaw
 US 64 à Sallisaw. Les routes forment un multiplex dans la ville.
 US 62 à Westville
 US 412 à West Siloam Springs. Les routes forment un multiplex jusqu'à Kansas.
 US 60 / US 69 à l'est d'Afton. La US 59 / US 60 forment un multiplex sur environ 0,6 miles (0,97 km). La US 59 / US 69 forment un multiplex jusqu'au nord de Dotyville.
 I-44 au nord-est d'Afton
Kansas
 US 166 à Chetopa. Les routes forment un multiplex dans la ville.
 US 160 à Oswego. Les routes forment un multiplex jusqu'aux limites entre les townships de Mount Pleasant et de Fairview.
 US 400 à Parsons
 US 54 à Moran
 US 169 à Welda Township. Les routes forment un multiplex jusqu'à Washington Township.
 I-35 / US 50 à Ottawa. Les routes forment un multiplex jusqu'à Ottawa Township.
 US 56 à Willow Springs Township
 US 40 à Lawrence. Les routes forment un multiplex dans la ville.
 I-70 à Lawrence
 US 24 à Lawrence. Les routes forment un multiplex jusqu'à Williamstown.
 US 159 à Nortonville
 US 73 à Shannon Township. Les routes forment un multiplex jusqu'à Atchison.
Missouri
 I-229 à Saint Joseph. Les routes forment un multiplex dans la ville.
 US 36 à Saint Joseph
 I-29 / US 71 à Jefferson Township
 US 71 à Nodaway Township
 I-29 à Jackson Township. Les routes forment un multiplex jusqu'à Nodaway Township.
 I-29 à Hickory Township
 US 159 à Hickory Township
 I-29 à Union Township
 US 136 à Tarkio Township. Les routes forment un multiplex jusqu'à Tarkio.
Iowa
 US 34 à Indian Creek Township
 US 6 à Belknap Township. Les routes forment un multiplex jusqu'à Oakland.
 I-80 à Avoca
 US 30 à Denison. Les routes forment un multiplex dans la ville.
 US 20 aux limites entre les townships de Logan et de Griggs. Les routes forment un multiplex jusqu'à Holstein.
 US 18 aux limites entre les townships de Franklin et de Lincoln. Les routes forment un multiplex jusqu'à Sanborn.
Minnesota
 I-90 à Worthington
 US 14 à Custer Township
 US 212 à Camp Release Township. Les routes forment un multiplex jusqu'à Montevideo.
 US 12 à Moyer Township
 I-94 / US 52 aux limites entre les townships de Buse et de Dane Prairie. Les routes forment un multiplex jusqu'à Fergus Falls Township.
 US 10 à Detroit Lakes
 US 2 à Knute Township
 PTH 59 à la frontière canado-américaine au nord de Lancaster

## Routes auxiliaires
- US 159, route sud-nord reliant Nortonville, Kansas à New Point, Missouri en passant par le Nebraska.
- US 259, route sud-nord reliant Nacogdoches, Texas à Heavener, Oklahoma.